# M/S Viking Glory
M/S Viking Glory är en kryssningsfärja som ägs av det åländska rederiet Viking Line. Fartyget byggdes av det kinesiska varvet Xiamen Shipbuilding Industry och sattes i trafik den 1 mars 2022. Viking Glory är Viking Lines första nybygge sedan M/S Viking Grace som levererades 2013.
Viking Glory ersatte M/S Amorella på sträckan Åbo–Mariehamn/Långnäs–Stockholm. Jämfört med M/S Amorella har Viking Glory över 500 filmeter mer lastkapacitet.
Viking Glorys sex huvudmaskiner drivs med LNG, flytande naturgas. Maskinerna kan som andra förbränningsmotorer även köras på dieselolja (MDO).
Viking Glory har planerats utgående från M/S Viking Grace men är både något längre och bredare. Det nya fartyget har också planerats för att vara mera energieffektivt än sin föregångare. Fartyget är den största kryssningsfärja som går i reguljär trafik i Östersjön.

## Däcksplan[6]
1. Maskinrum
2. Maskinrum, lagerutrymmen
3. Bildäck
4. Bildäck (hängdäck)
5. Bildäck, hytter
6. Hytter, Drivers club, personalutrymmen
7. Hytter, personalutrymmen
8. Hytter, personalutrymmen
9. Taxfree-butik, café, lekrum, info, konferens, kommandobrygga
10. Soldäck, bar, lounge, restauranger
11. Soldäck, spa, gym, à la carte-restaurang
12. Chambre séparée

## Namngivning
Fartygets namn kom från en tävling där allmänheten fick komma med förslag. Drygt 55 000 personer deltog i namntävlingen där "Viking Glory" var det namn som vann.

## Interiört i M/SViking Glory

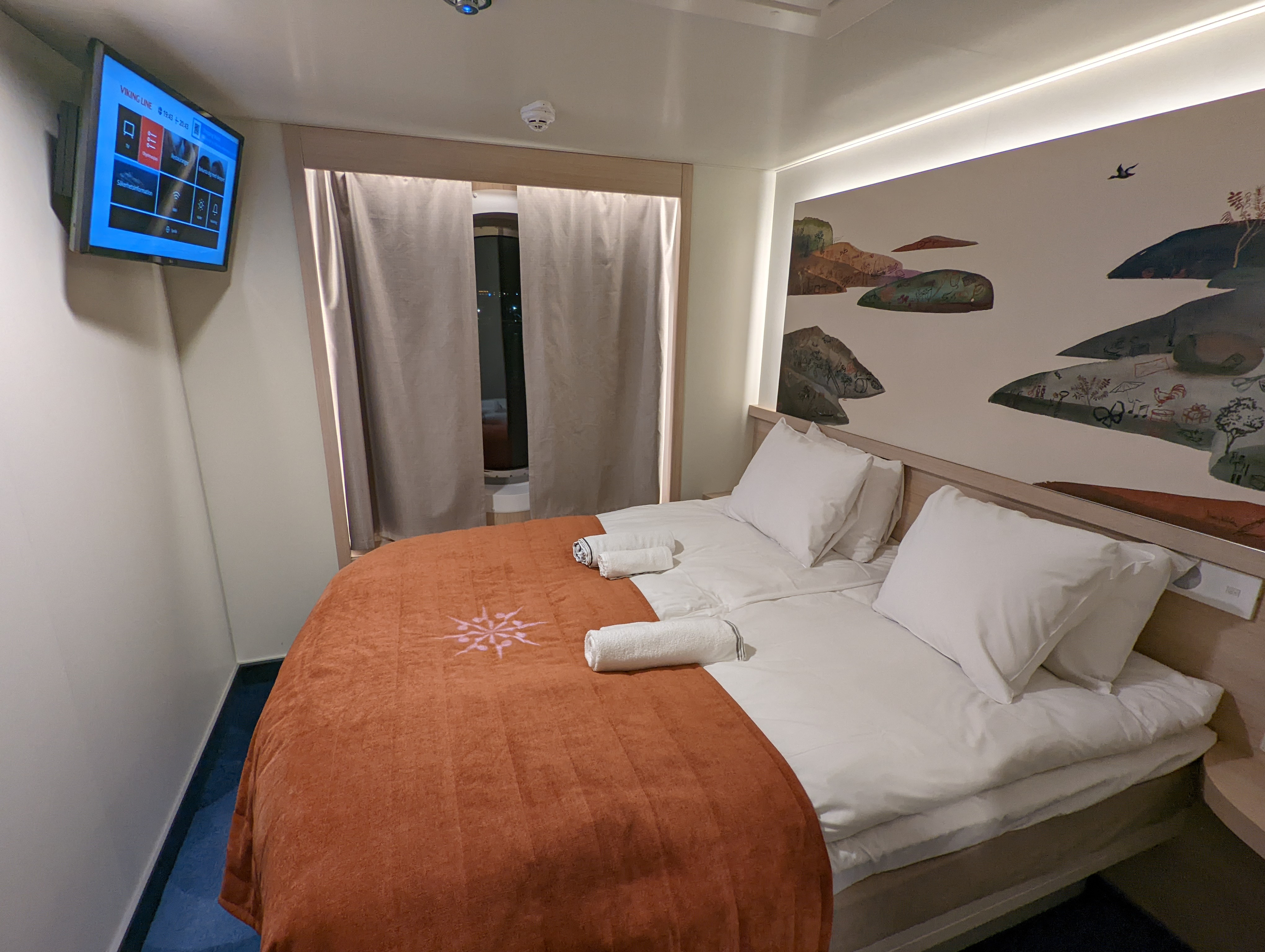
De luxe-hytt
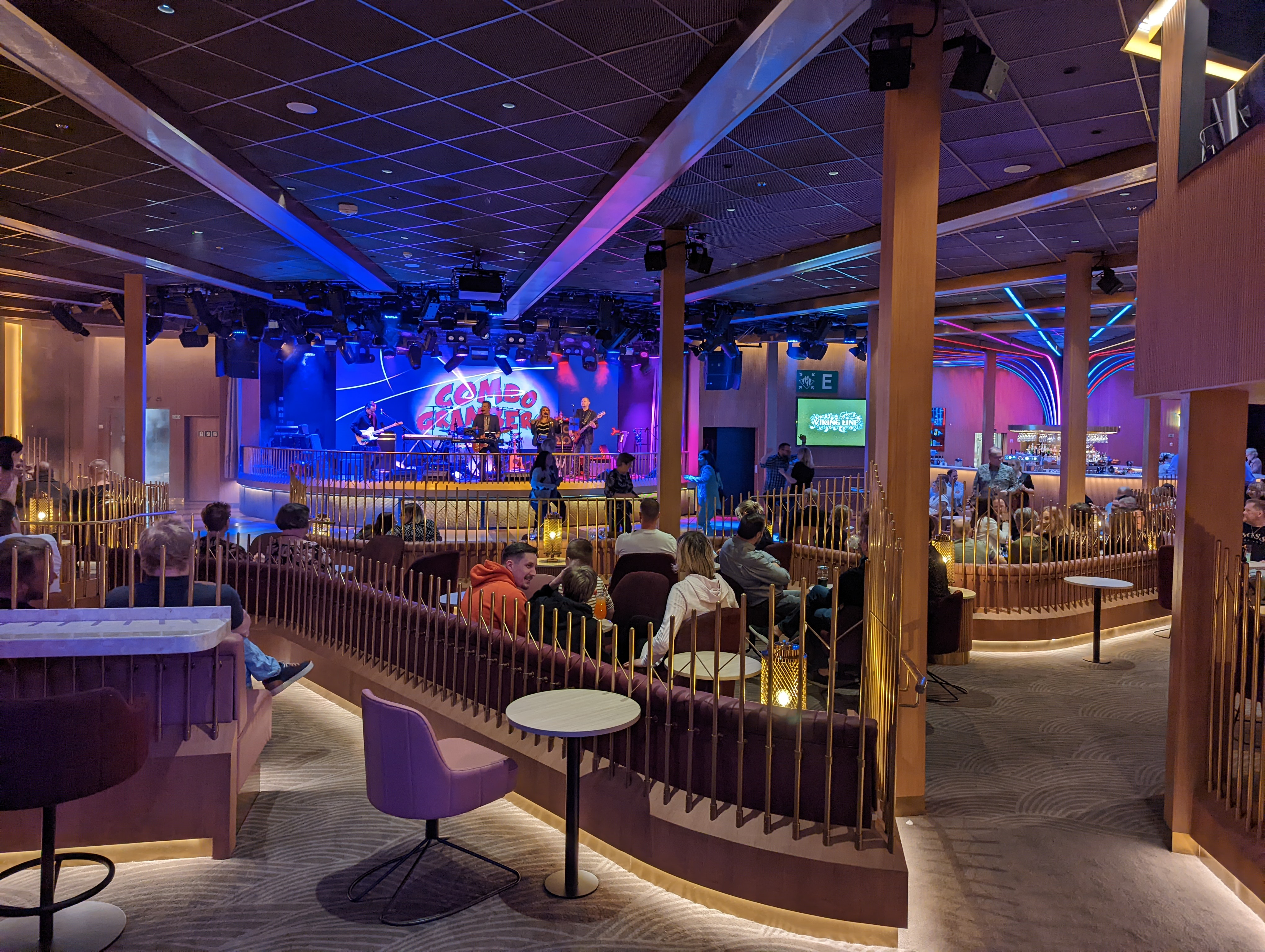
Nattklubben Vista room
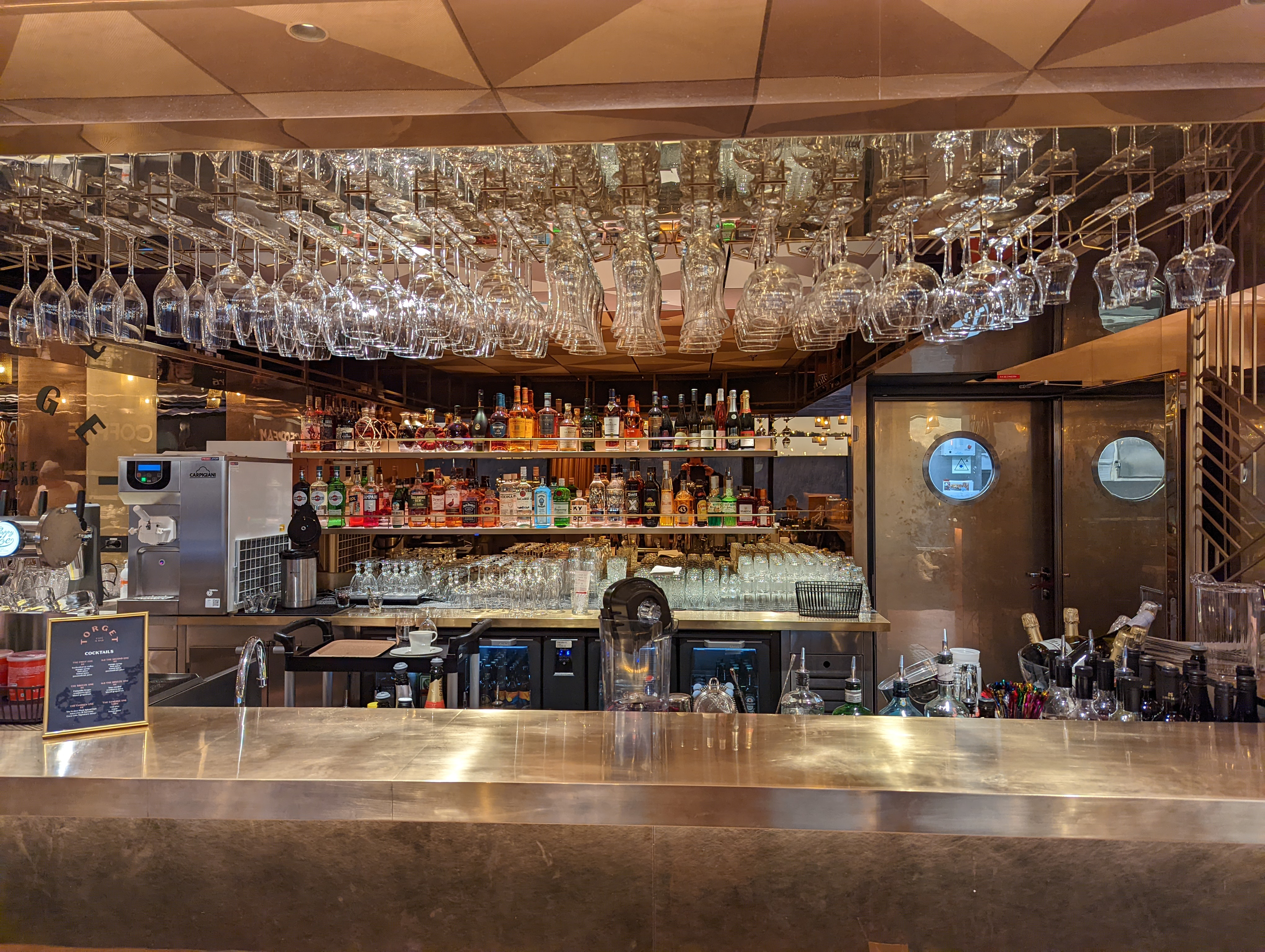
Bar
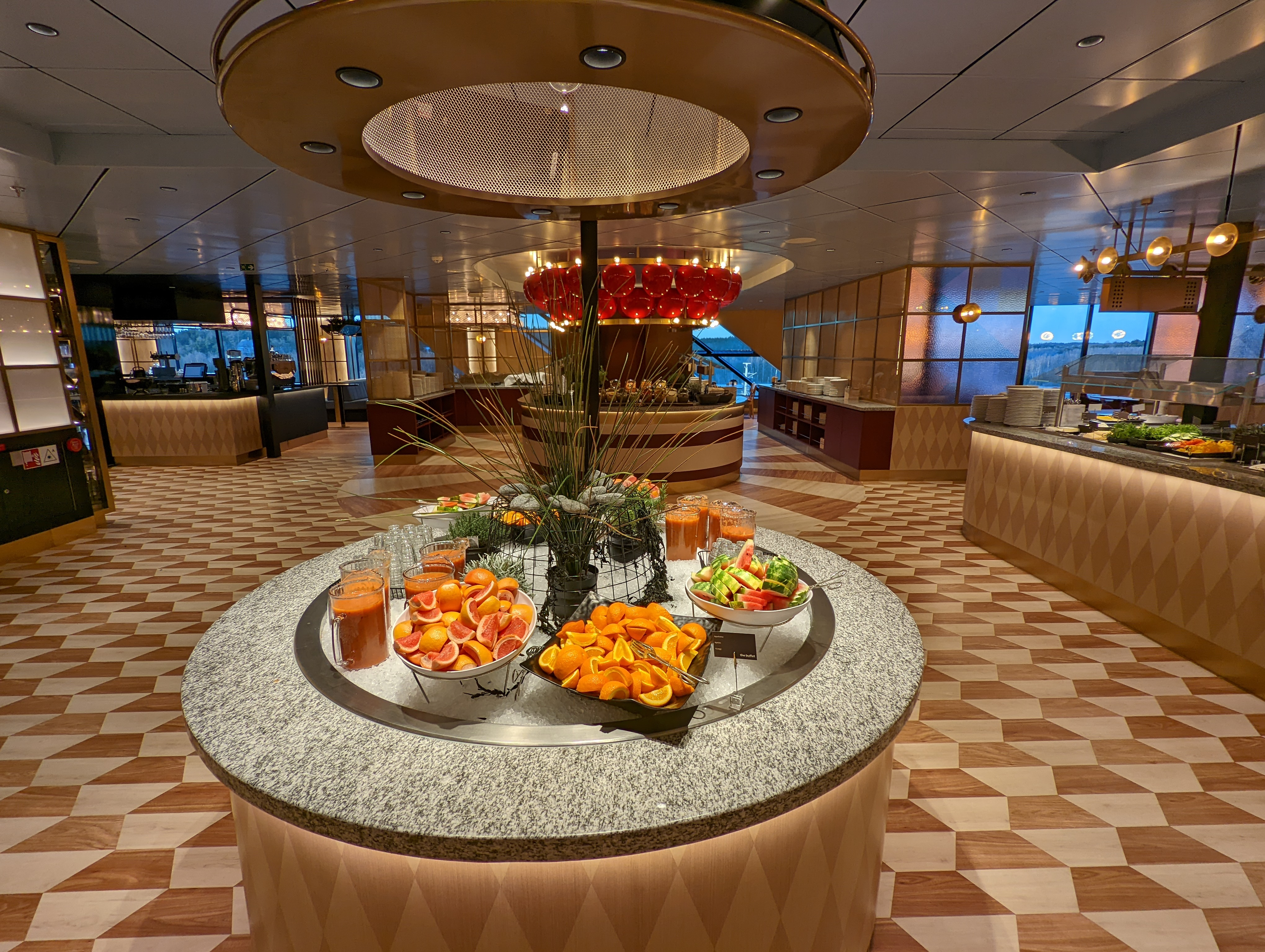
Buffé
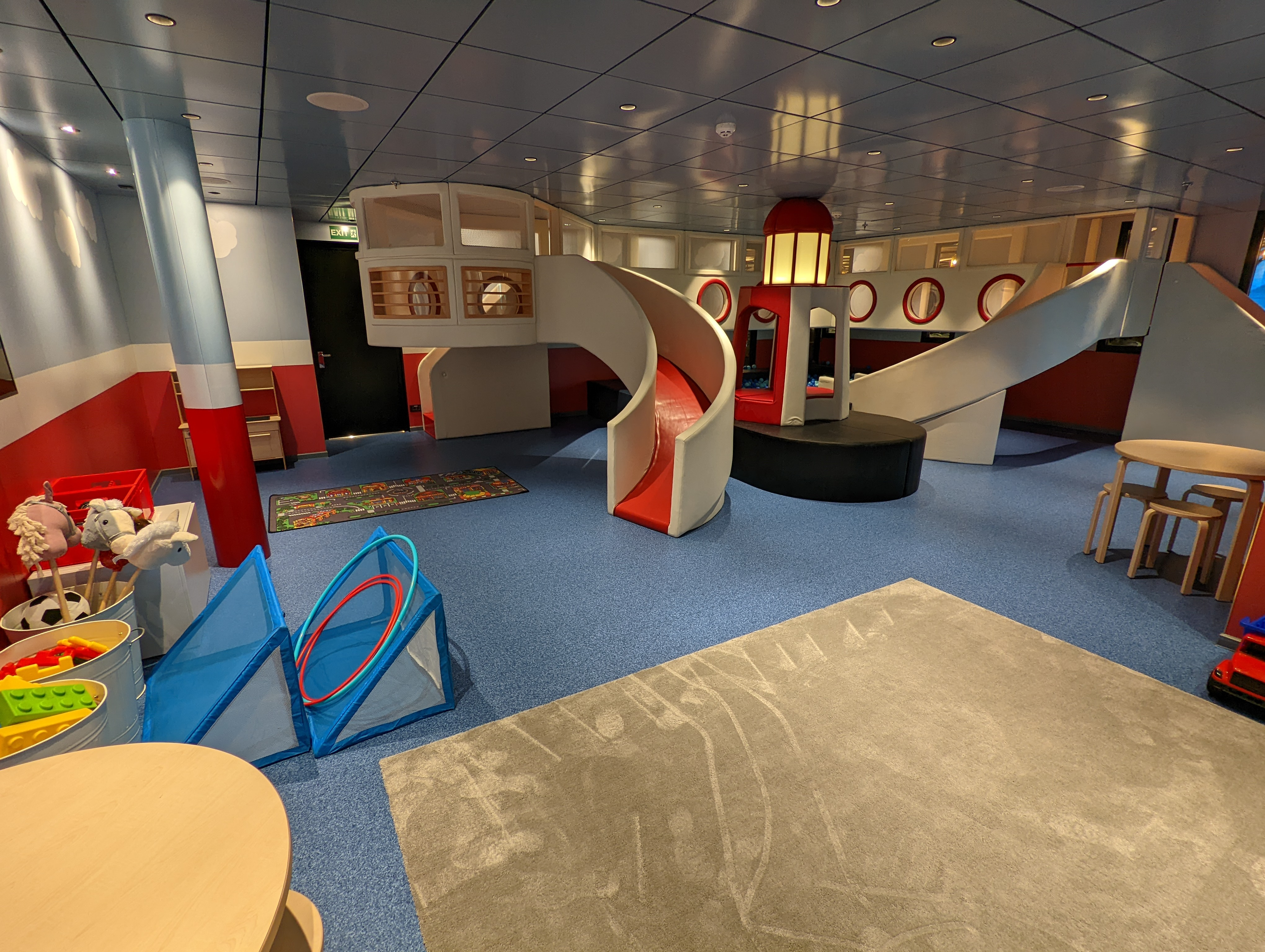
Lekland
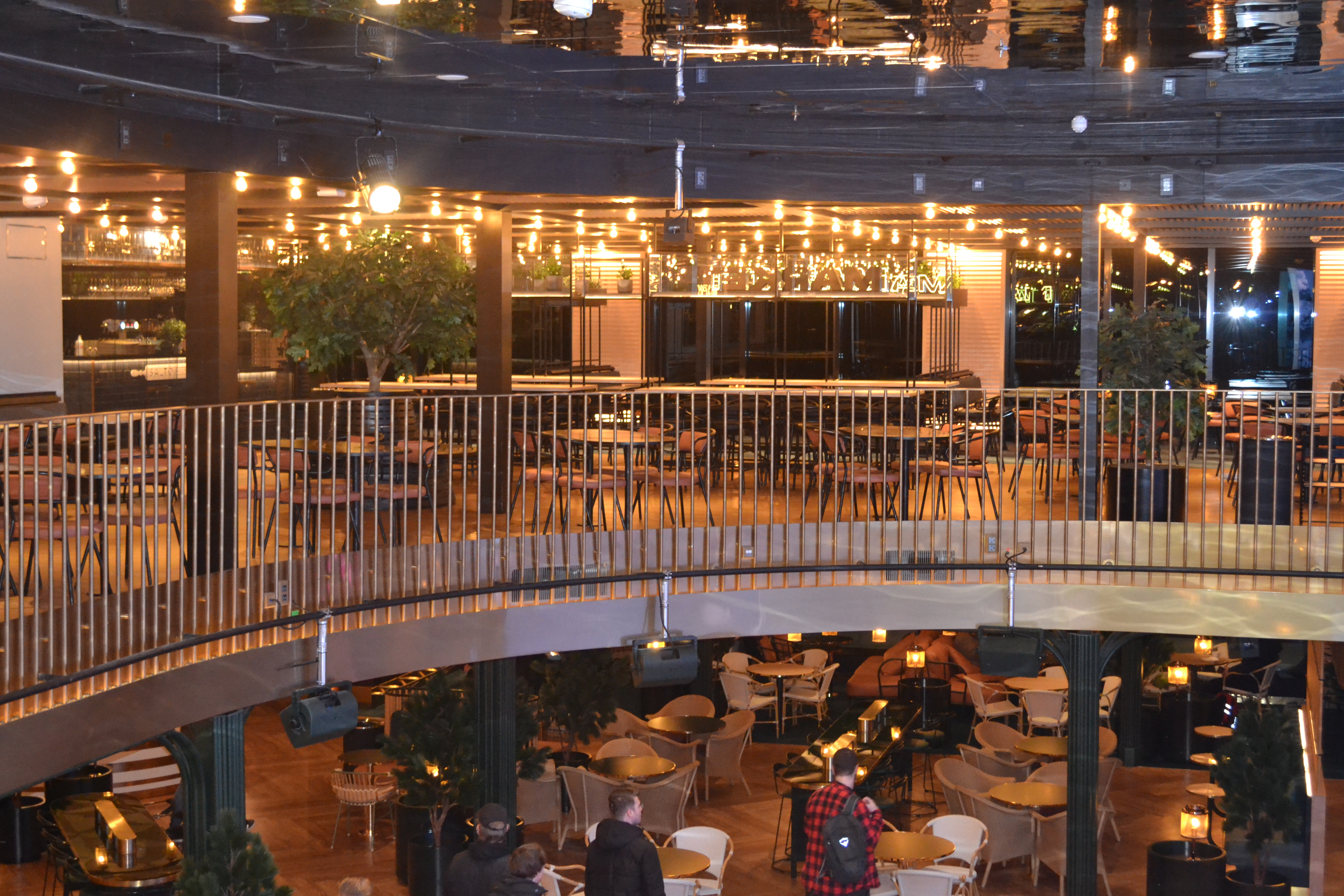
Torget
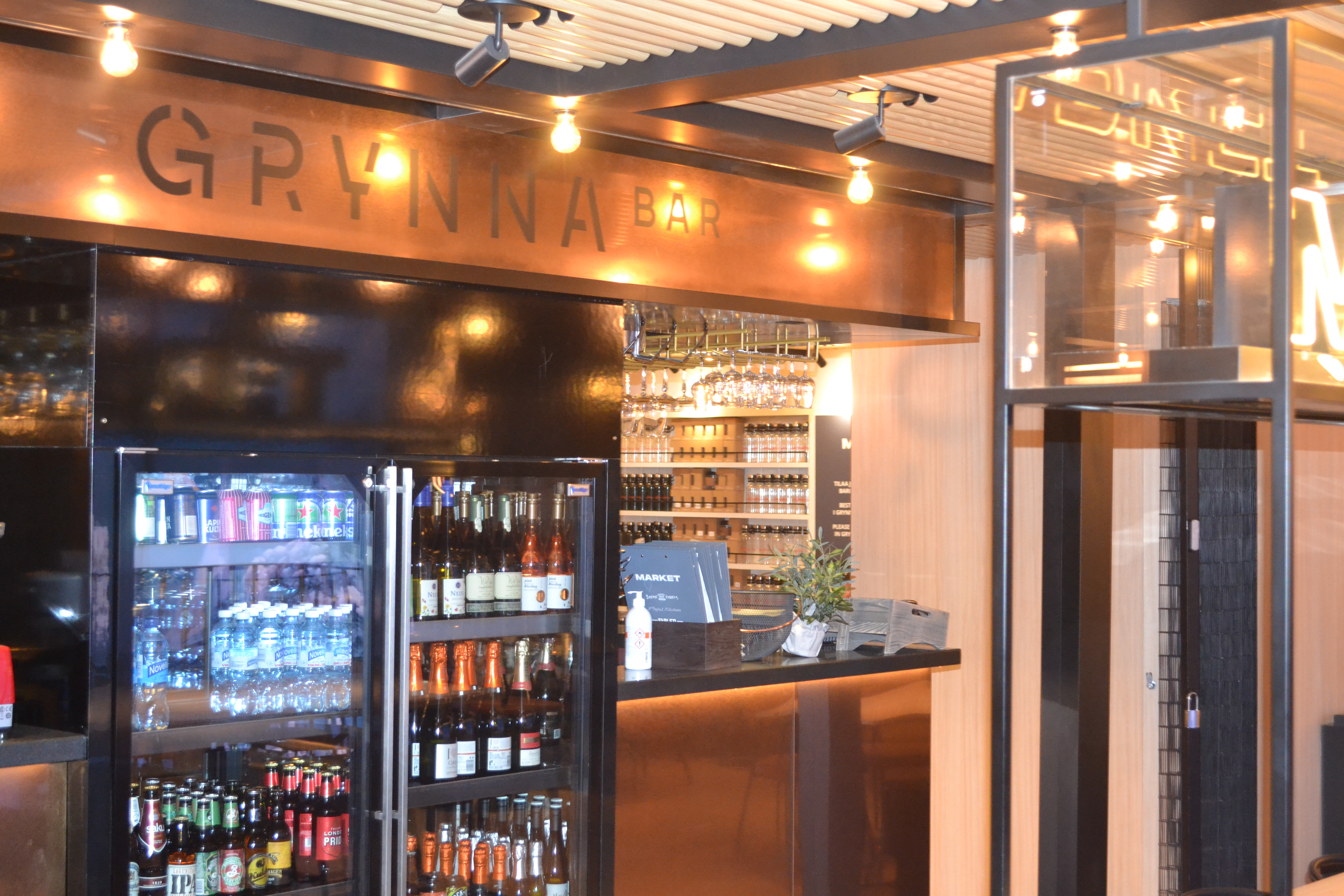
Grynna Bar
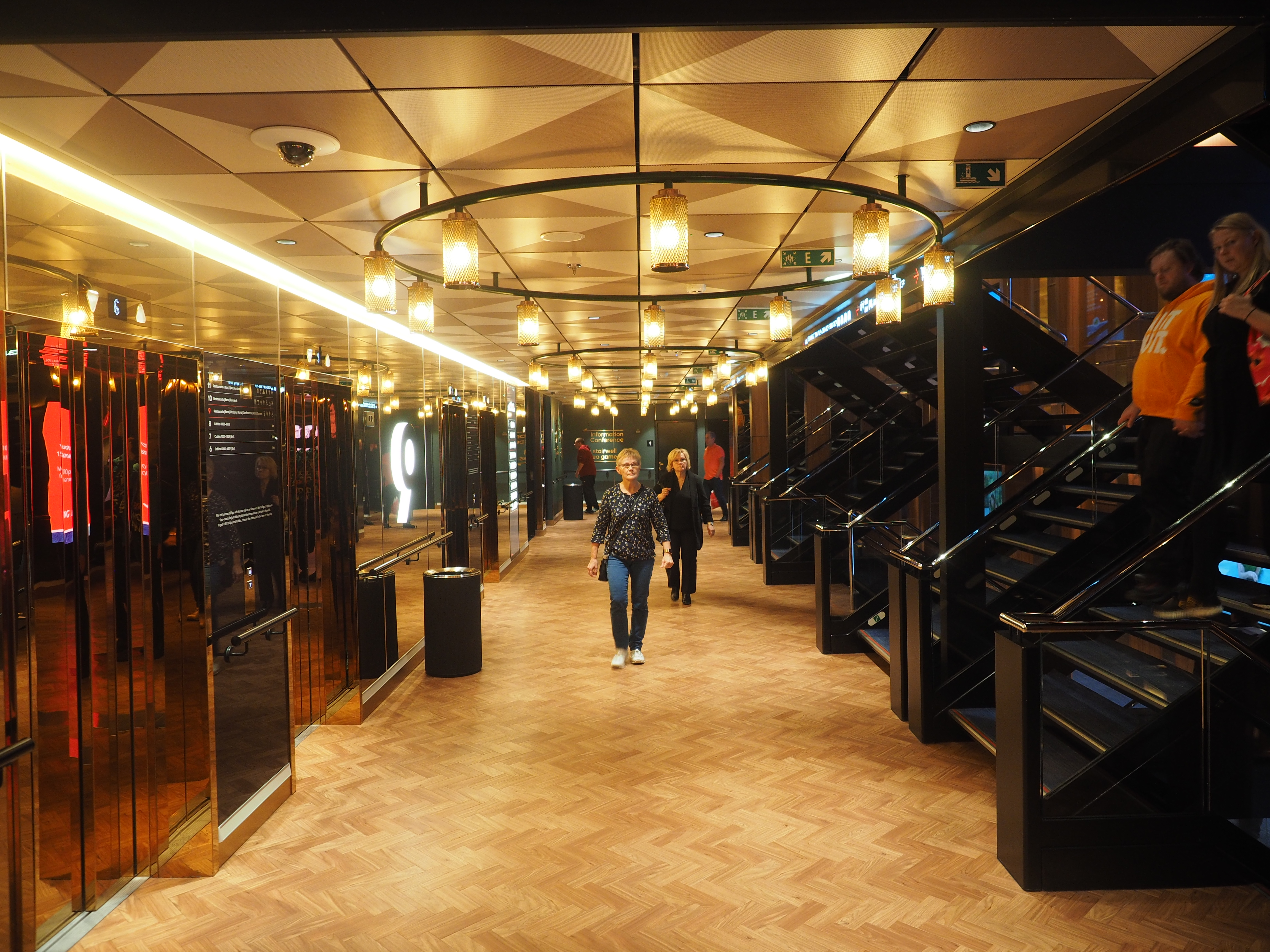
Hissar och trappor på däck 9